# 멸화군
멸화군은 조선시대에 오늘날 대한민국 소방청의 역할을 한 수성금화사에 소속된 조직이며, 1431년 5월 13일 의정부, 육조, 한성부와 금화도감에서 진화 작업을 맡은 군인들과 이를 지원하는 급수비자를 함께 편성한 금화군이 그 시초이다.

## 역사
1426년 2월 15일, 세종 8년에 발생한 한양 대화재를 계기로 같은 해 2월 26일 금화도감이 창설되었으며, 곧 수성금화도감으로 개편되었다.
1431년 5월, 금화군을 창설하고 화재 발생시 행동수칙을 정하였다.
수성금화도감은 이후 개편을 거듭하다 1460년 한성부 소속으로 편입되어 혁파되었다. 이로 인하여 금화군은 한성부에 편입되었다.
금화군은 1467년 12월 14일 사옹원에서 발생한 화재를 계기로 대규모 화재를 진압하는 데에 취약한 단점을 보완하기 위해 1467년 12월 20일 멸화군으로 개편되었다.
1481년, 성종 12년에 동지사 이극기가 금화도감을 재창설하자는 의견을 내었으며, 같은 해 수성금화사가 창설되었다.
1637년, 인조 15년에 쓸데없는 관청이라 하여 혁파되었다. 이에 따라 멸화군은 소멸하였다.

## 활동
금화군 때에는 화재 발생 시 투입되는 예비조직의 임무를 맡았으나, 멸화군 때에는 화재 감시 및 예방, 화재 발생 시 진압 임무 등 화재에 관한 모든 업무를 소관하였다.
- 경수소에 소속된 순관과 함께 야간순찰을 행함
- 이층으로 이루어진 종루에 올라 화재를 감시
- 화재 발생 시 경보 발령
- 화재 진압 및 화재 확대 방지 등 소방 업무
- 금화에 관한 왕의 포고령을 배부

## 장비
멸화군의 장비는 야간순찰 때 신분을 증명하기 위한 구화패가 있었으며, 화재 진압 때 사용한 장비로는 도끼, 쇠갈고리, 못 쓰는 휘장, 장막으로 만든 보자기, 동아줄, 적신 천을 매달아놓은 장대인 멸화자가 있었다.
급수비자는 물통을 장비하여 멸화군을 지원하였다.

## 편제
1431년 5월 창설 당시의 편제는 진화 작업을 맡은 군인인 금화군과 그를 지원하는 노비인 급수비자로 이루어져있었으며, 한양의 각 관청에서 소속된 군인과 노비를 비상시에 차출하여 편제되는 예비조직이었다.
1467년 멸화군으로의 개편 이후 정원 50명으로 이루어졌으며, 도끼20개와 쇠갈고리 15개, 삼끈으로 만든 동아줄 5개를 지급받았다.
이후 1619년, 광해군 11년 때에는 정원 30명으로 이루어졌다.

## 기타
이후 수성금화사와 멸화군은 폐지된 후 실록에서 간혹 언급되기만 했을 뿐 다시 재창설되지 않았다. 조선 정부는 1723년 경종 3년에 관상감에서 서양식 소방기구인 수총기를 모방하여 화재 진압 도구를 만들자는 상소를 올리는 등화재 대비에 노력하였으나 소방 조직 기구는 개항 후 서양의 소방기구와 소방장비가 도입될 때까지 부재하였다.

## 참고 자료
- 『조선왕조실록(朝鮮王朝實錄)』
- 정명섭, 《조선직업실록》, 북로드, 2014년 4월 21일, 13-25